# Conus ambiguus
Espèce
Statut de conservation UICN

 LC  : Préoccupation mineure
Conus ambiguus est une espèce de mollusques gastéropodes marins de la famille des Conidae.
Comme toutes les espèces du genre Conus, ces escargots sont prédateurs et venimeux. Ils sont capables de « piquer » les humains et doivent donc être manipulés avec précaution, voire pas du tout.

## Description
Le 'Conus ambiguus' a été initialement découvert et décrit dans des textes identiques en latin et en anglais par Lovell Augustus Reeve en 1844. 
La description du type de Reeve se lit comme suit :

« Le cône douteux. Coquille turbinée, lisse, striée vers la base, gravée de manière plutôt obsolète de lignes longitudinales très fines, festonnées ; blanche, tachée de brun clair ; spire obtuse, légèrement cannelée, légèrement convexe, légèrement canaliculée, ornée de taches brunâtres arquées. taches brunâtres arquées ; apex relevé et pointu. »

La coquille de Conus ambiguus est blanchâtre, avec des bandes obscures, brun clair, et des stries longitudinales. La spire est ornée de taches brunâtres arquées.
La hauteur de la coquille est de 3,81 cm. 
Les dimensions de la coquille du spécimen type sont de 39 x 22 mm. Le spécimen type est conservé au Zoölogisch Museum Amsterdam (Musée zoologique de l'Université d'Amsterdam).

## Distribution
La localité type n'a pas été précisée par Reeve. 
Cette espèce est présente dans l'océan Atlantique au large de l'Afrique de l'Ouest (Sénégal, Guinée Bissau) et de l'Angola. 

### Niveau de risque d’extinction de l’espèce
Selon l'analyse de l'UICN réalisée en 2011 pour la définition du niveau de risque d'extinction, cette espèce est endémique de la côte ouest de l'Afrique depuis le sud de Dakar, Sénégal au nord jusqu'à la région frontalière nord de la Guinée-Bissau avec le Sénégal au sud et incluant la Gambie (Monteiro et al. 2004), soit une côte d'environ 700 km. Monnier et Tenero (2011 pers.comm.) ont considéré que l'espèce a une aire de répartition disjointe qui s'étend jusqu'au Gabon et à l'Angola. Comme tous les Conus spp. et autres mollusques, les coquilles de cette espèce sont commercialisées pour le marché des collectionneurs. Il n'y a pas de données quantitatives disponibles sur le nombre de coquilles prélevées, mais il s'agit d'un faible niveau de prise et qui n'a pas d'impact sur l'espèce, elle est donc évaluée comme étant de préoccupation mineure.

## Taxonomie

### Publication originale
L'espèce Conus ambiguus a été décrite pour la première fois en 1844 par l'éditeur et naturaliste britannique Lovell Augustus Reeve (1814-1865) dans la publication intitulée « Conchologia Iconica, or, illustrations of the shells of molluscous animals »,.

### Synonymes
- Conus (Monteiroconus) ambiguus Reeve, 1844 · appellation alternative
- Conus griseus Kiener, 1846 · non accepté
- Conus miser Boivin, 1864 · non accepté
- Leptoconus gernanti Petuch, 1975 · non accepté
- Monteiroconus ambiguus (Reeve, 1844) · non accepté

## Identifiants taxonomiques
Chaque taxon catalogué par les bases de données biologiques et taxonomiques possède un identifiant qui permet d'établir un point de référence. Les identifiants de Conus ambiguus dans les principales bases sont les suivants :
CoL : XWVR - GBIF : 5728196 - iNaturalist : 150309 - IRMNG : 10809597 - TAXREF : 94303 - UICN : 192331